# Möllener Wassermühle

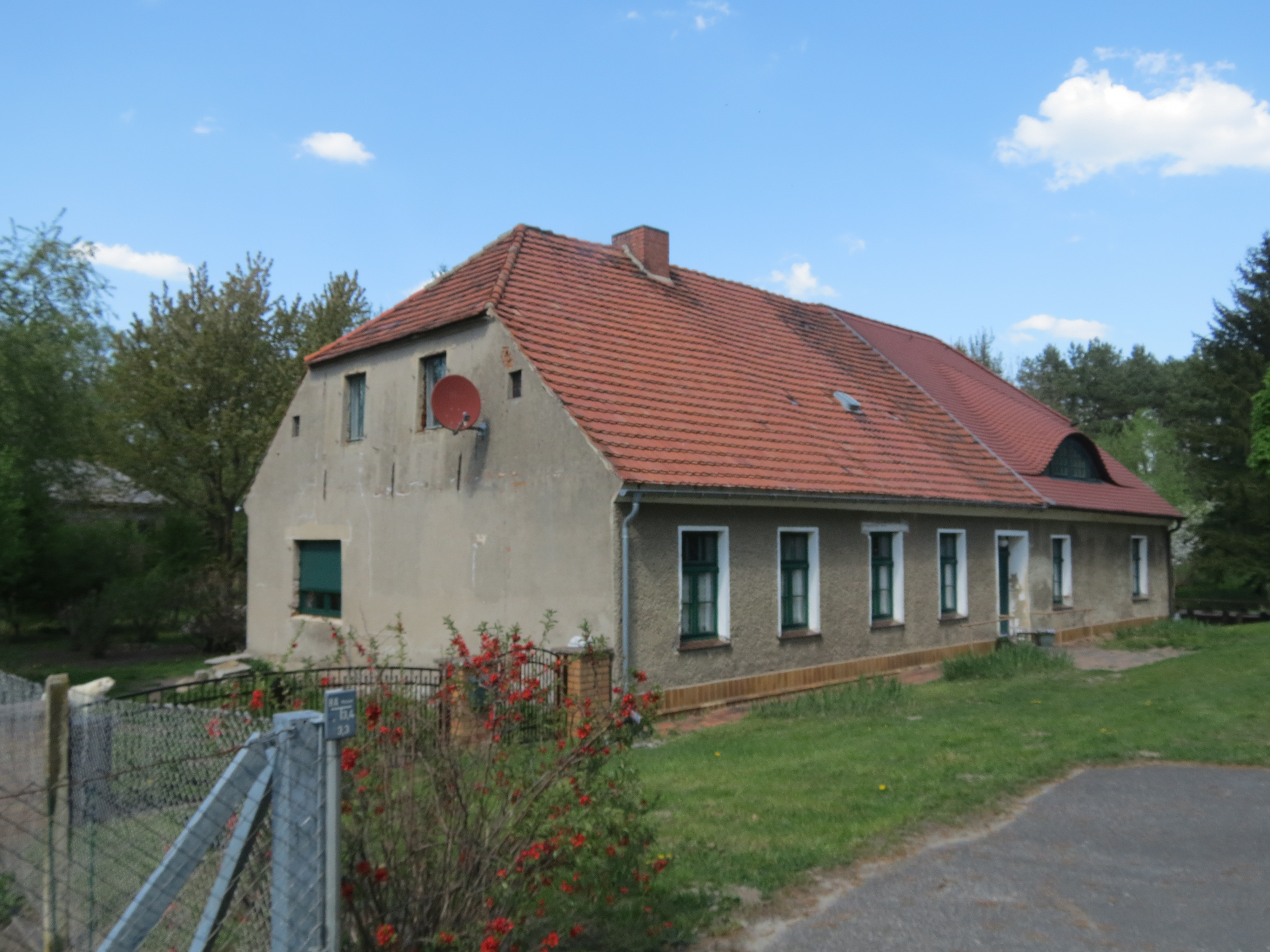
Möllener Wassermühle, ehemaliges Mühlengebäude, heute Wohnhaus

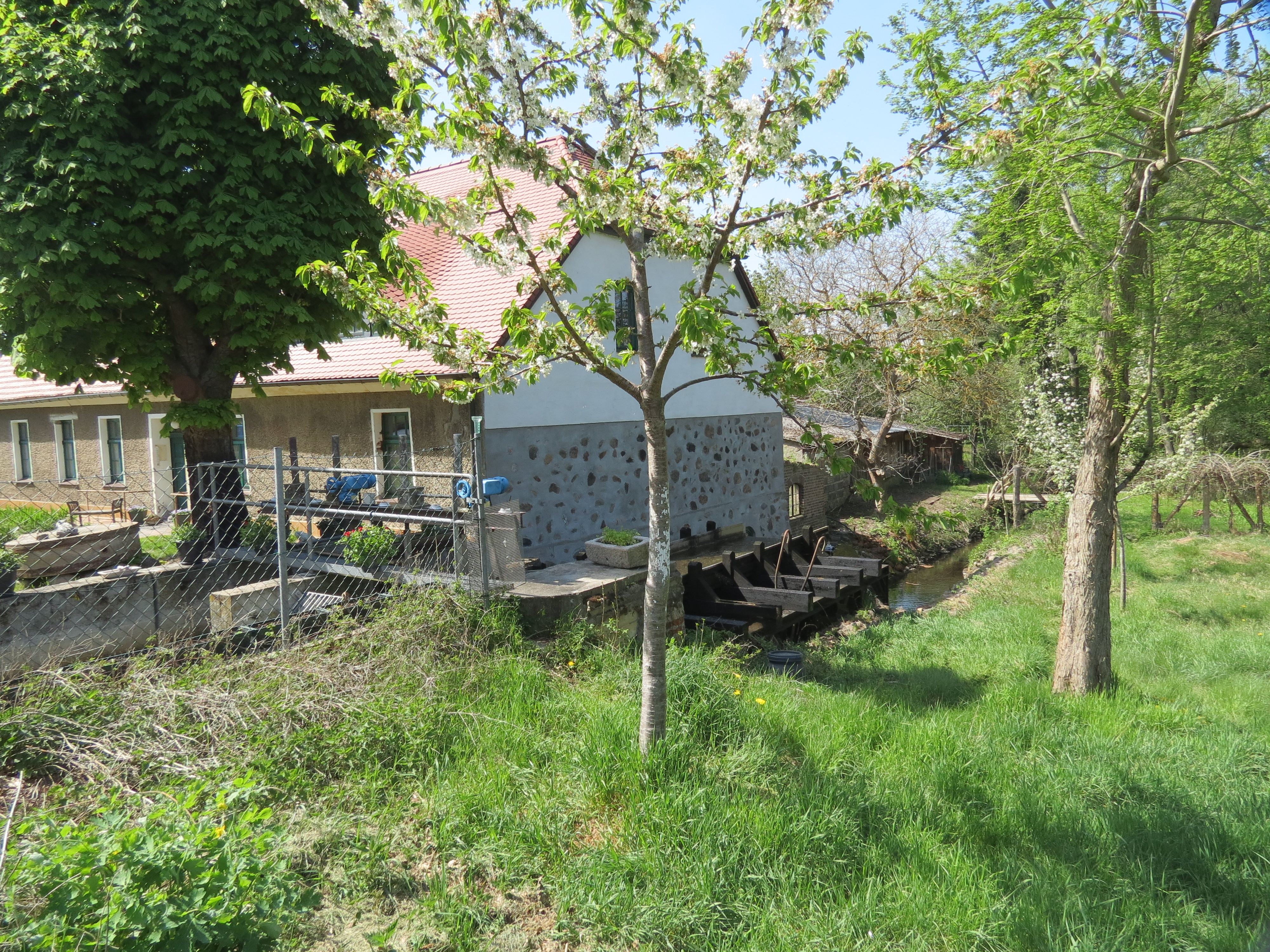
Möllener Wassermühle Gerinne Stauwehr und Wasserrad

Die Möllener Wassermühle, auch Möllnische Mühle war eine Wassermühle an der Samgase oder Möllener Mühlenfließ, ursprünglich außerhalb des Dorfkerns von Möllen gelegen. Möllen ist heute ein Wohnplatz der Stadt Friedland im Landkreis Oder-Spree (Brandenburg). Die Mühle wird 1645 erstmals schriftlich erwähnt. Das Gerinne mit Mühlrad ist restauriert und dient der Energiegewinnung, der Mühlbetrieb ist eingestellt.

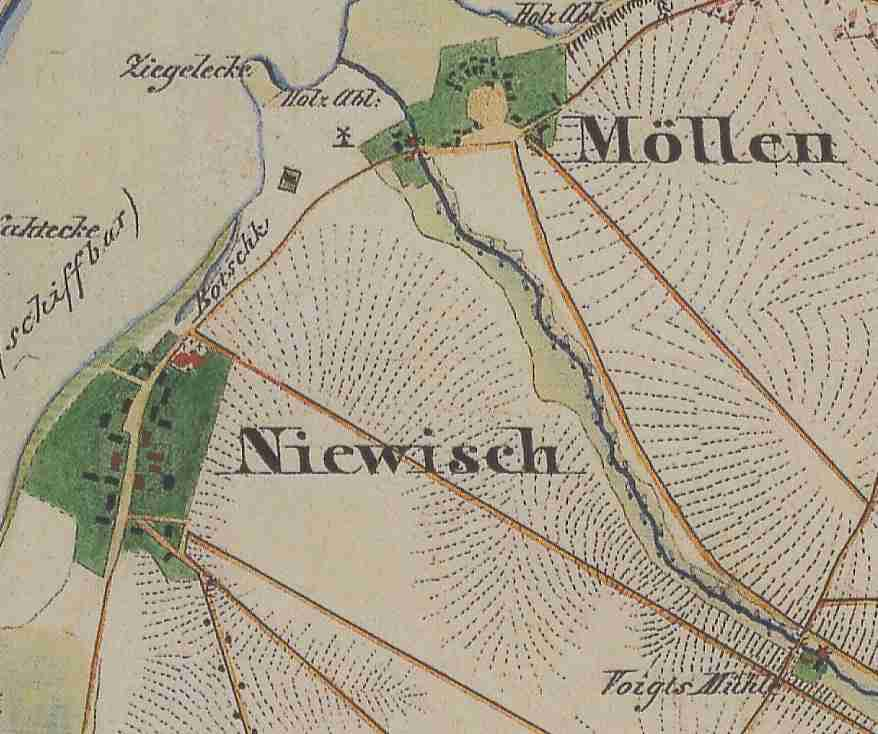
Niewisch, Möllen und Voigtsmühle, Ausschnitt aus dem Urmesstischblatt 3951 Trebatsch von 1846

## Lage
Die Möllener Wassermühle lag ursprünglich rund 200 Meter südwestlich des Rundlings Möllen an der Samgase. Heute ist der ehemalige Wohnplatz durch Bebauung entlang der L441 mit dem Rundling verbunden. Möllen war 1938 nach Niewisch eingemeindet worden und ist heute ein Wohnplatz auf der Gemarkung von Niewisch, das den kommunalpolitischen Status eines Ortsteils der Stadt Friedland hat. Möllen hatte bis dahin auch eine eigene, wenn auch kleine Gemarkung, die im Südwesten durch die Samgase gegen die Gemarkung Niewisch begrenzt wurde. Der heute verschwundene Wohnplatz Elisenruh, ganz in der Nähe der Voigtsmühle lag ursprünglich auf der Gemarkung von Möllen.

## Geschichte
Die Dörfer Niewisch und Möllen gehörten in der Frühen Neuzeit zur Herrschaft Lieberose der von der Schulenburgs. Entgegen der üblichen Deutung Mölle gleich Mühle, ist der Ortsname Möllen nicht von dieser Mühle abzuleiten, sondern von sorb. *měl = seichte Stelle. Die ursprüngliche Dorfstruktur von Möllen, ein Rundling, ist noch gut kenntlich.
Die Möllener Wassermühle wird erstmalig 1645 im Niewischer Kirchenbuch erwähnt. Sie gehörte damals dem Müller Paul Kosch. Dann schweigen die Quellen für längere Zeit. 

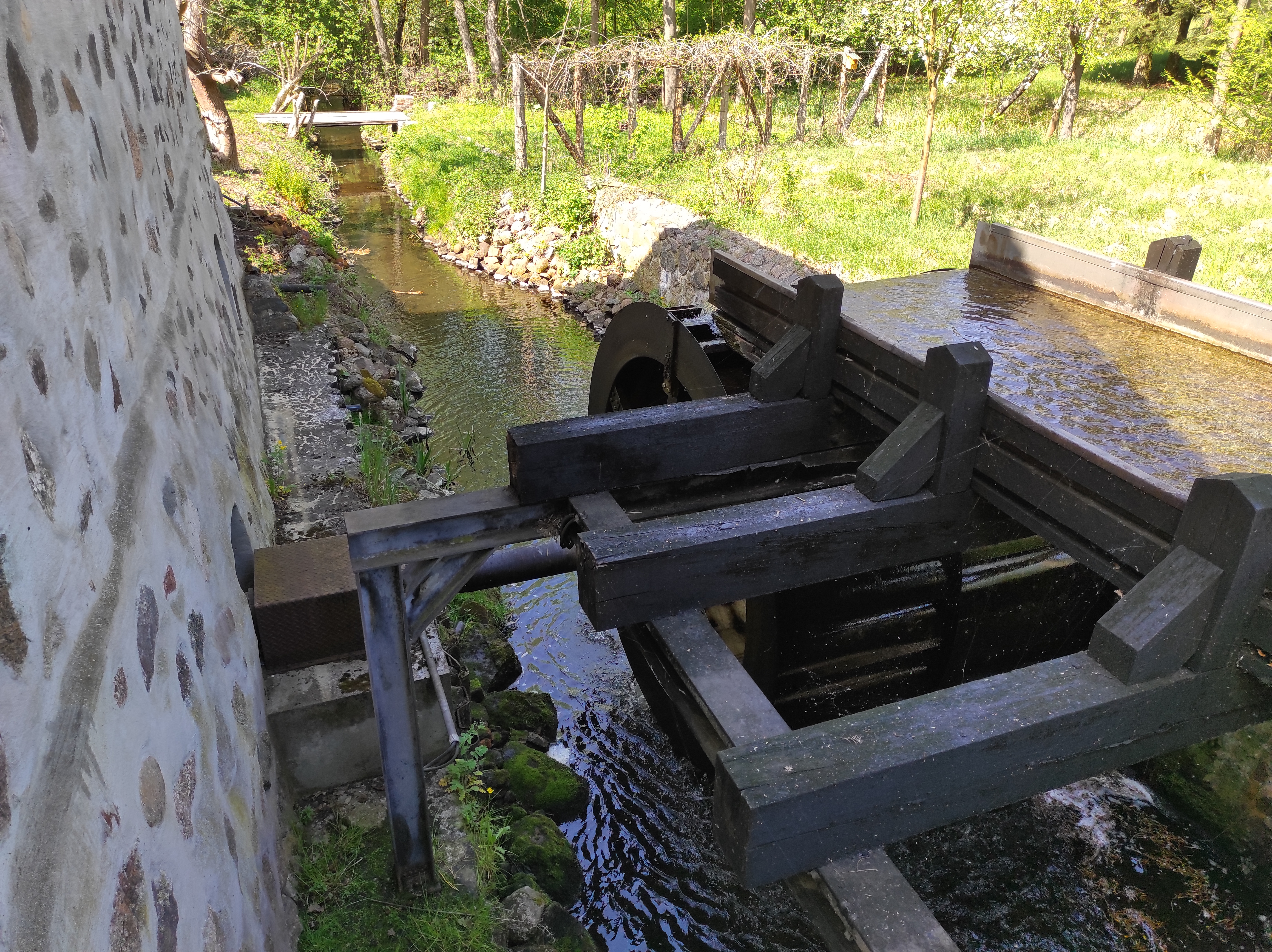
Möllener Wassermühle, Gerinne und Wasserrad

1782 wird der Müller Johann Gottfried Hertel erwähnt, der damals eine gerichtliche Auseinandersetzung mit Martin Dietrich aus Niewisch wegen einer zur Küsterei gehörigen Wiese hatte. 1807 gehörte die Möllener Wassermühle dem Regierungskondukteur Johann Georg Friedrich Härtel, wohl ein Nachfahre des obigen Johann Gottfried Hertel. Dieser Johann Georg Friedrich Härtel hatte auch das Recht, auf der Mühle Branntwein zu brennen. 1822 ergänzte er sein Geschäft mit einer Sägemühle mit zwei Gängen. 1825 errichtete er etwa 150 Meter weiter westlich auf Niewischer Gemarkung zusätzlich noch eine Bockwindmühle. Er musste damals an die von der Schulenburg auf der Herrschaft Lieberose jährlich 108 Berliner Scheffel Roggen, 16 Reichstaler Maßgeld und andere kleinere Abgaben entrichten. 1841 ist er wohl gestorben, denn seine Witwe verkaufte die Mühle in diesem Jahr an den Mühlenmeister Johann Gottlieb Habermann. Doch dieser verkaufte bald darauf die zwei Mühlen weiter an Wilhelm Kutzner. Auch dieser sah in den zwei Mühlen wohl eher ein Spekulationsobjekt und verkaufte die Möllener Wassermühle und die zugehörige Windmühle 1843 für 7700 Taler an Ferdinand Goulnik. 
Ferdinand Goulnik kaufte noch etwas Ackerland und Forst hinzu. 1845 wurde der Mahlzwang aufgehoben und Goulnik erhielt eine Entschädigung dafür. Er verkaufte jedoch die beiden Mühlen bald darauf durch einen am 7. August 1847 in Hermsdorf Mühle geschlossenen Kaufvertrag an den Mühlenmeister Gottfried Hilgenfeld, einem Bruder des Hermsdorfer Mühlenmeisters Carl Leopold Hilgenfeld um 8140 Taler. Die Übernahme fand dann am 1. April 1848 statt.
1848 beabsichtigte der Bauerngutsbesitzer Gottfried Haase aus Möllen auf einem ihm gehörenden Acker eine Bockwindmühle mit zwei Mahlgängen, einem Hirsegang, zwei doppelten und einer einfachen Stampfe zu erbauen. Vermutlich wurde Projekt nicht realisiert, da keine zweite Windmühle, zumal auf Möllener Gemarkung bekannt ist.
Riehl und Scheu (1861) erwähnen die Wassermühle bei Möllen und nennen als Besitzer Hilgenfeld. 1867 ist Möllen als Dorf mit einer Wasser- und einer Windmühle in der Nähe des Dorfes zur Standesherrschaft Lieberose mit Etablissement Elisenruh  beschrieben.

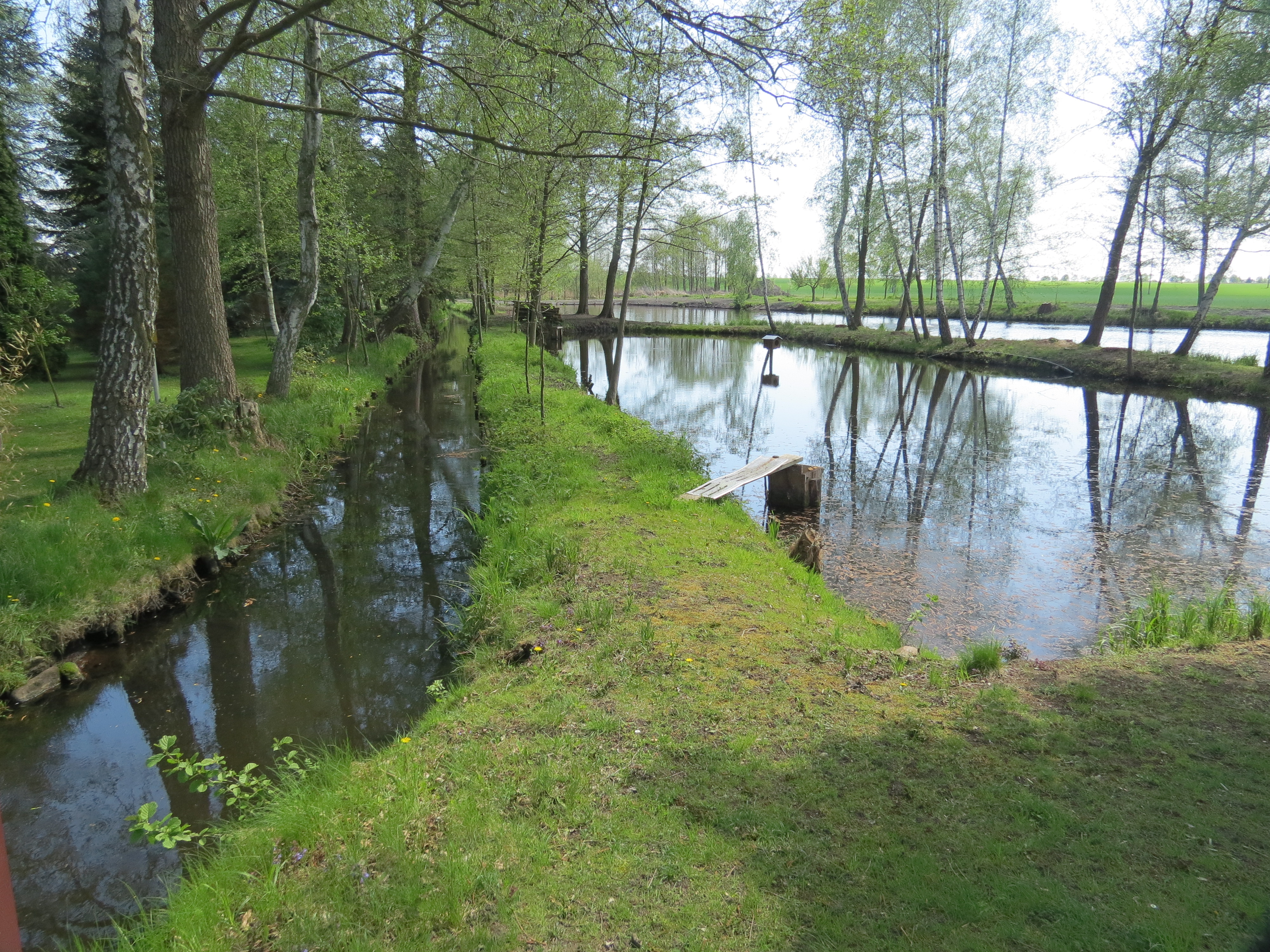
Möllener Wassermühle Samgase und Forellenteiche (ehemaliger Mühlenteich)

Die Mühle blieb danach im Besitz der Familie Hilgenfeld. 1881 kam es zum Konflikt zwischen den Mühlenbesitzern Hilgenfeld in Möllen und Wendt in der Voigtsmühle auf der einen Seite und der Herrschaft Lieberose auf der anderen Seite wegen der Anlegung eines Karpfenteiches auf dem herrschaftlichen Gut Trebitz am Oberlauf der Samgase. Die genauen Hintergründe dieser Streitigkeiten sind bisher noch nicht weiter untersucht. Die Mühlenbesitzerin Martha Hilgenfeld beantragte 1921 die gewerbepolizeiliche Genehmigung und Eintrag der Möllener Wassermühle ins Wasserbuch. Die Windmühle wurde schon vor 1900 abgebrochen.
Das Mühlengebäude ist erhalten, ist aber zum Wohnhaus umgebaut. Gerinne und Mühlrad sind restauriert. Das oberschlächtige Mühlrad wird heute zur Energieerzeugung genutzt. Die Samgase ist oberhalb der ehemaligen Mühle aufgestaut, und es sind mehrere Teiche angelegt, die als Forellenzuchtanlage genutzt werden. Der untere Teich war vermutlich der Mühlenteich. Das Areal der historischen Mühle ist immer noch im Besitz der Familie Hilgenfeld.